# Kientzheim
Kientzheim (deutsch Kienzheim) ist eine ehemalige französische Gemeinde  mit  673 Einwohnern (Stand: 1. Januar 2022) im Département Haut-Rhin in der Region Grand Est. Sie gehörte zum Colmar-Ribeauvillé (Rappoltsweiler) und zum Kanton Sainte-Marie-aux-Mines.
Mit Wirkung vom 1. Januar 2016 wurden die früheren Gemeinden Kaysersberg, Kientzheim und Sigolsheim zu einer Commune nouvelle mit dem Namen Kaysersberg Vignoble zusammengelegt.

## Geographie
Kientzheim liegt am Rand der Vogesen, am Austritt des Flusses Weiss aus dem Gebirge in die Oberrheinische Tiefebene. Das Gebiet gehört zum Regionalen Naturpark Ballons des Vosges. Das Dorf liegt ungefähr zehn Kilometer nordwestlich des Stadtzentrums von Colmar.

## Geschichte
Kientzheim wurde schon 785 als Chonesheim  zwei Mal in einem Güterverzeichnis der Abtei Fulda, der hier Ländereien gehörten, erwähnt (Regnum Francorum online FUB 163f.). Auch hatte die Zürcher Abtei St. Felix und Regula hier Besitz. Auch in kaiserlichen Schenkungen taucht Kientzheim auf, so 878 durch Karl III. und 952 durch Otto III (Regnum Francorum online D_Karl 008, D_O_1 146).   Die Herren der Ortschaft wechselten häufig. Zu ihnen gehörten zeitweise die Herren von Egisheim, die Herren von Pfirt oder die von Hohlandsberg. 1347 erhielt der Ort durch Erzherzog Leopold von Österreich das Stadtrecht. Im 16. Jahrhundert war Lazarus von Schwendi Stadtherr, der die Burg zum Schloss ausbauen und die Stadt weiter befestigen ließ.
Zwischen 1845 und 1861 residierte hier der aus dem Elsass stammende bayerische Diplomat Johann Franz Anton von Olry (1769–1863) und war der Mittelpunkt eines katholisch-aristokratischen Gesellschaftskreises. Es ist u. a. überliefert, dass er noch mit über 80 Jahren in der Kirche von Kientzheim als Ministrant am Altar diente.
Während der Kämpfe am Ende des Zweiten Weltkriegs wurde 1944 das Städtchen zu etwa 70 % zerstört, wertvolle Archivbestände wurden vernichtet. An der Kirche erinnert eine Gedenktafel an die Malgré-nous, zwangsweise von den Deutschen während des Krieges eingezogene Elsässer.
In Kientzheim wurde 1986 der Lazarus-von-Schwendi-Städtebund gegründet, dem neben Kientzheim und anderen elsässischen Gemeinden auch Orte in Deutschland und in Belgien angehören. Die Gebeine der Herren von Schwendi ruhen in der Kirche.

## Bevölkerungsentwicklung
| Jahr                      | 1962 | 1968 | 1975 | 1982 | 1990 | 1999 | 2007 | 2013 |
| ------------------------- | ---- | ---- | ---- | ---- | ---- | ---- | ---- | ---- |
| Einwohner                 | 850  | 896  | 864  | 811  | 933  | 827  | 786  | 738  |
| Quelle: Cassini und INSEE |      |      |      |      |      |      |      |      |

## Kultur und Sehenswürdigkeiten
- Die Stadtmauer mit einigen Türmen aus dem 14. Jahrhundert
- Das Schloss Schwendi aus dem 15. Jahrhundert
- Die Kirche Notre-Dame-des-Douleurs (Sieben Schmerzen Mariens) von 1722 mit Chor und Turm aus dem 15. Jahrhundert mit den Grabmalen von Lazarus von Schwendi (1554) und dessen Sohn (1609), mit gotischem Beinhaus und einer Gedenktafel für die Malgré-nous
- Kapelle St. Felix und Regula mit einer einmaligen Sammlung von Votivbildern aus dem 18. und 19. Jahrhundert

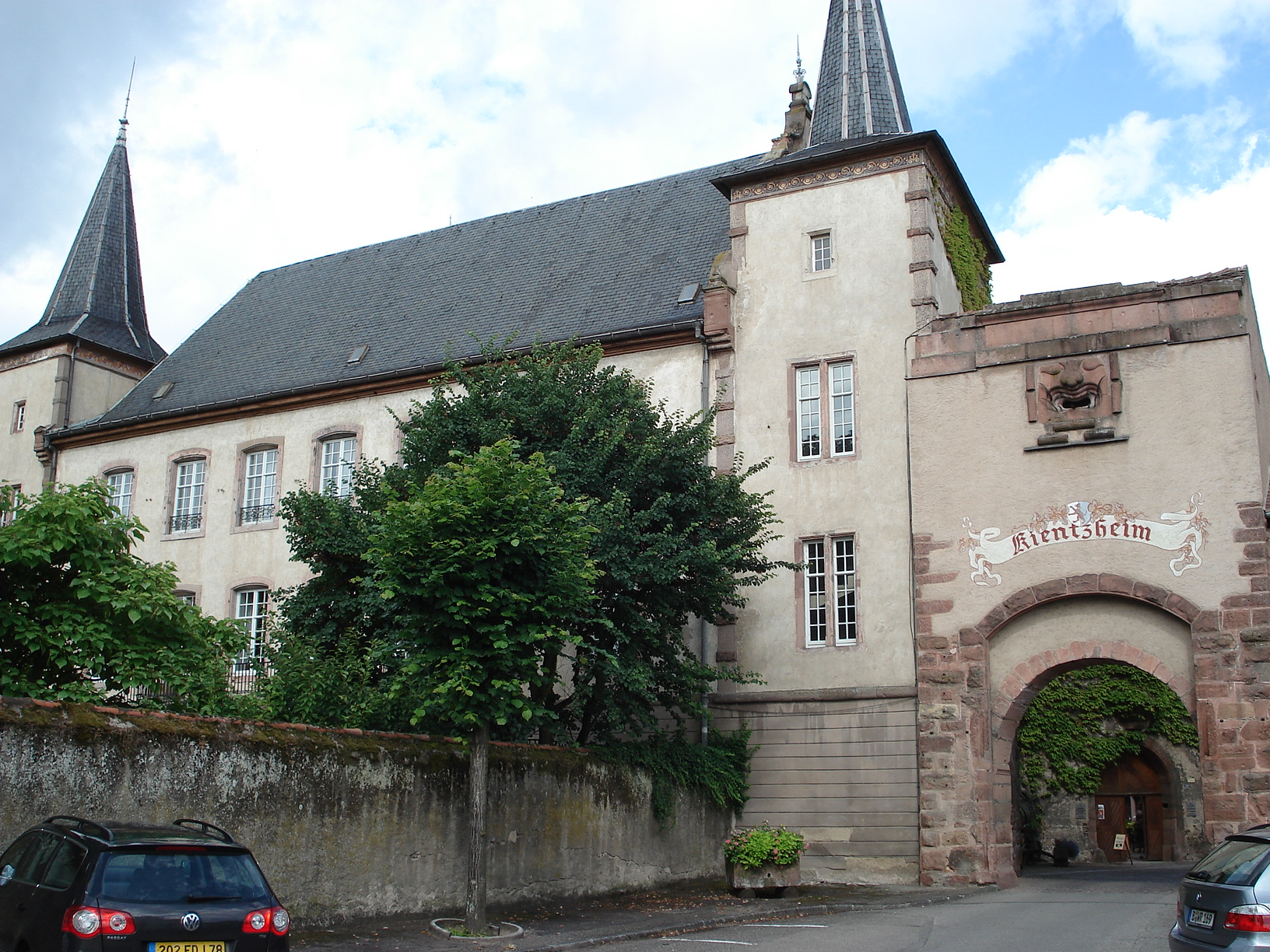
Schloss Schwendi mit Untertor
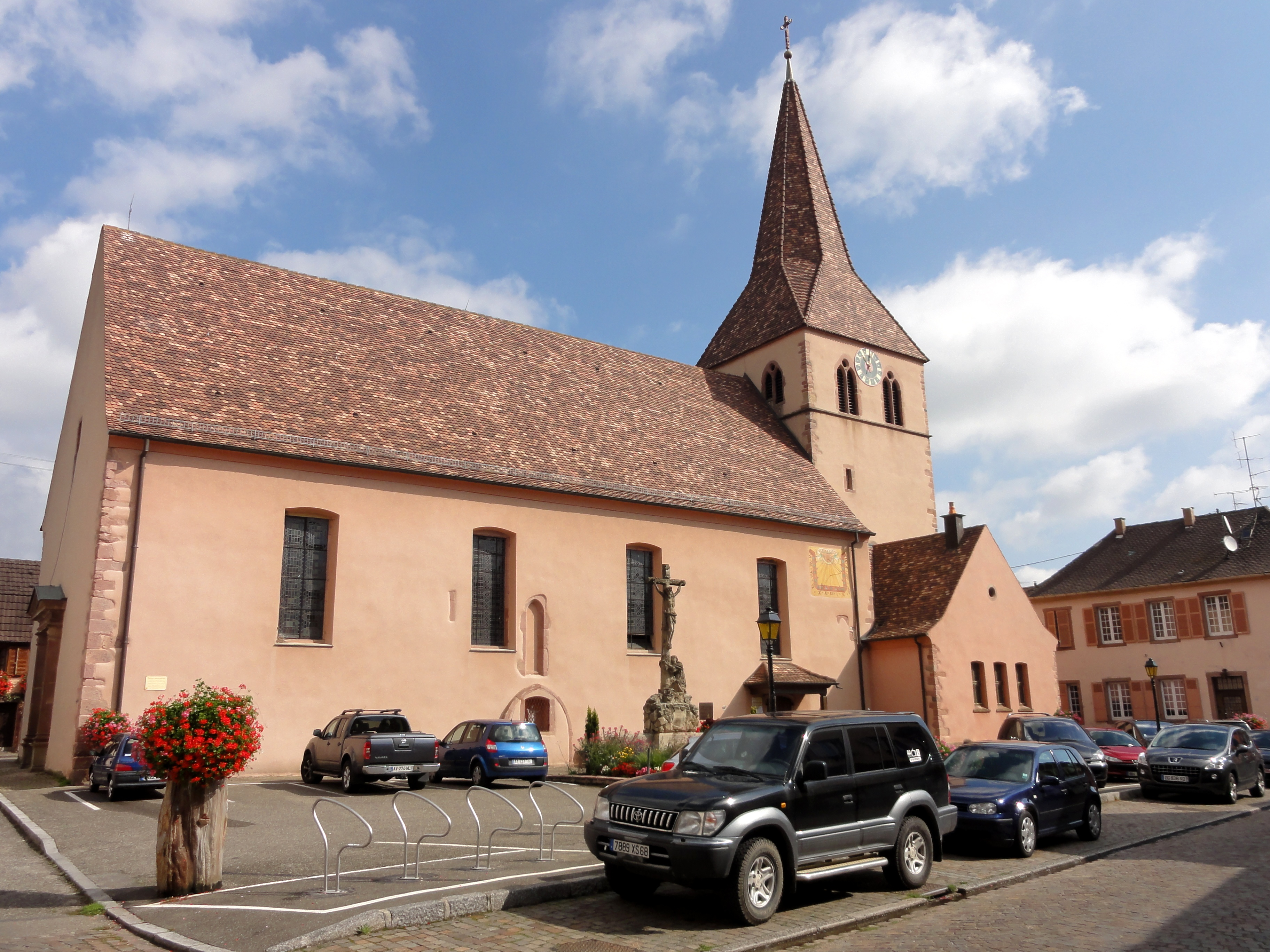
Kirche Notre-Dame
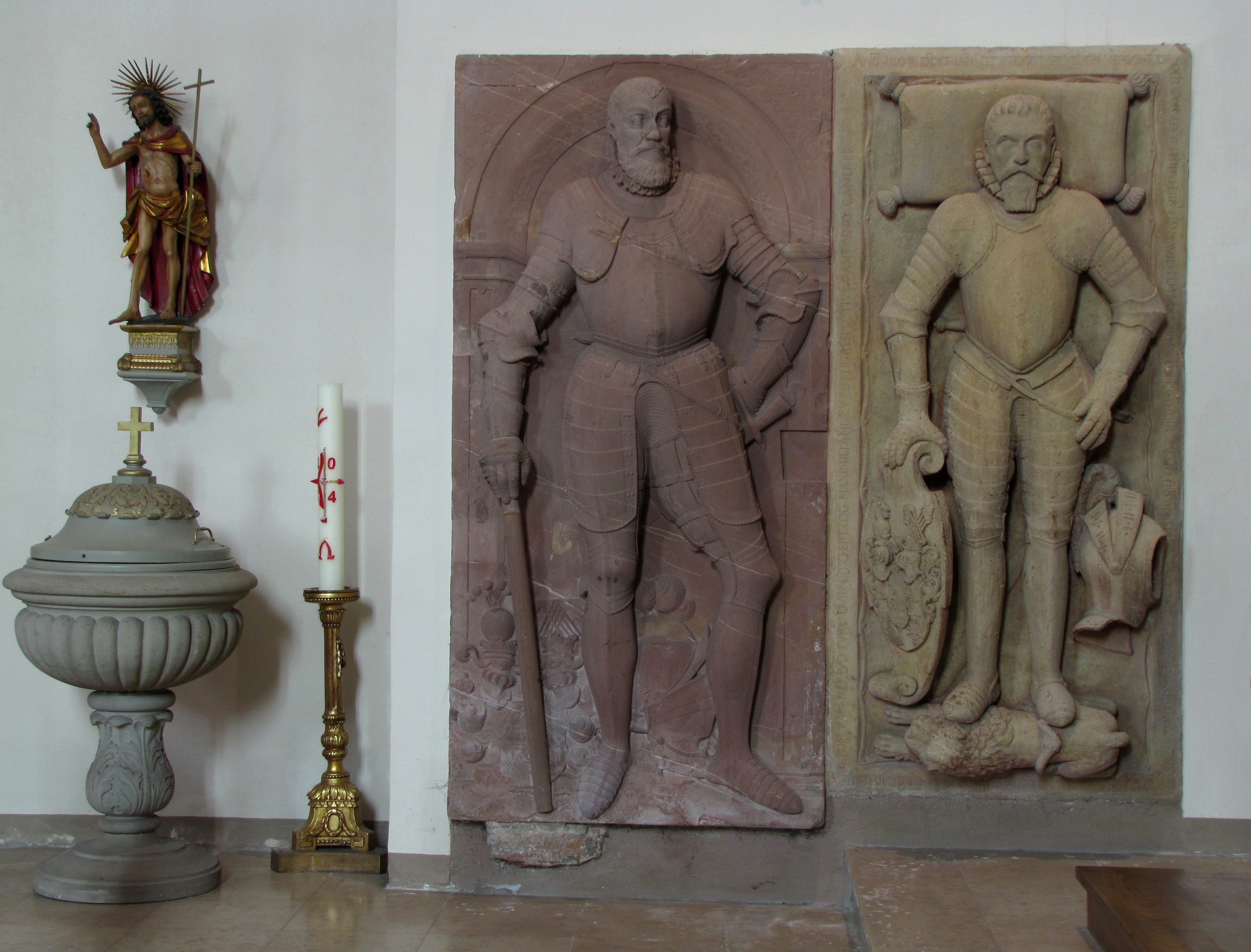
Schwendi-Grabmäler in der Kirche Notre-Dame
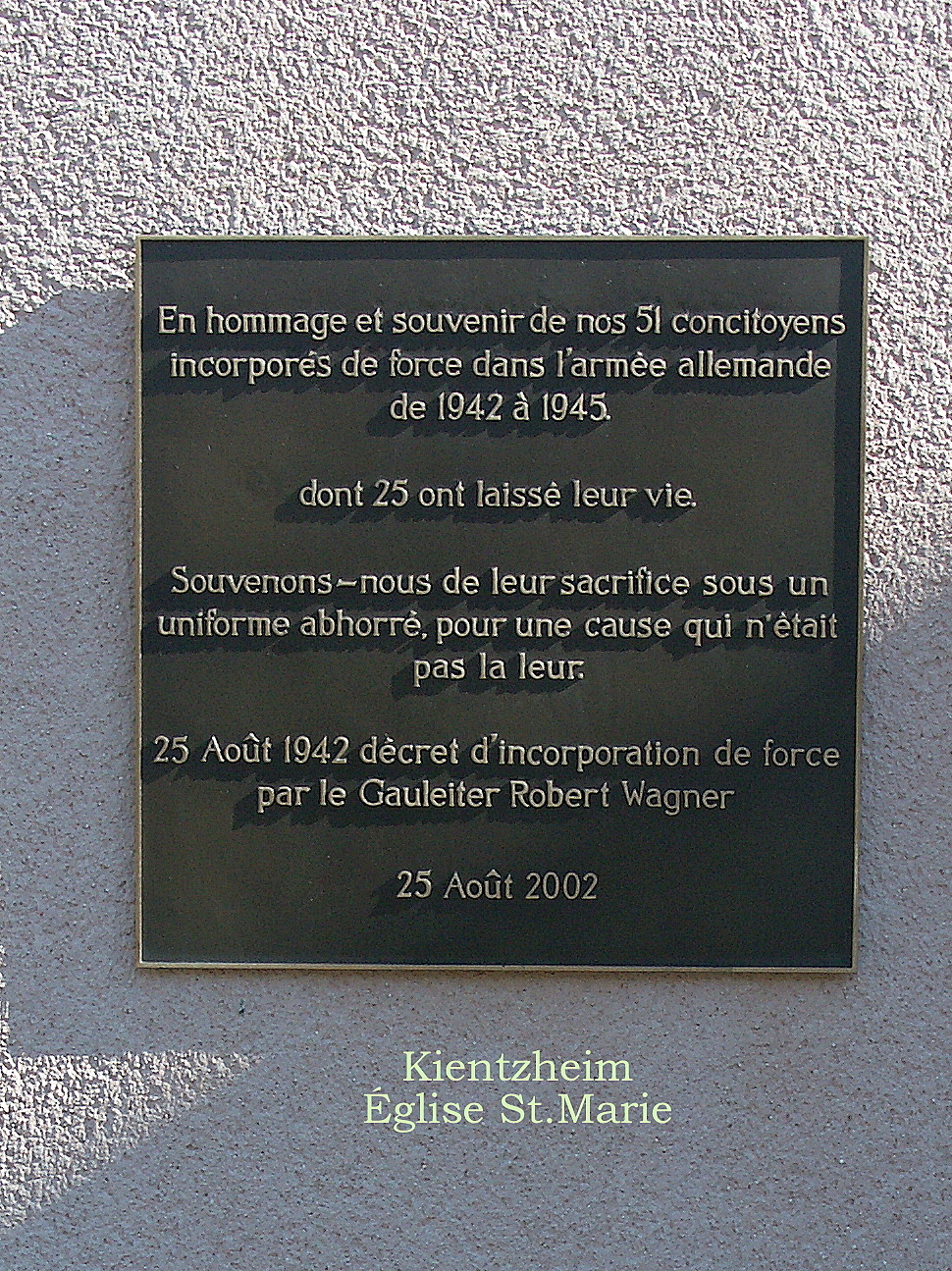
Gedenktafel für die Malgré-nous
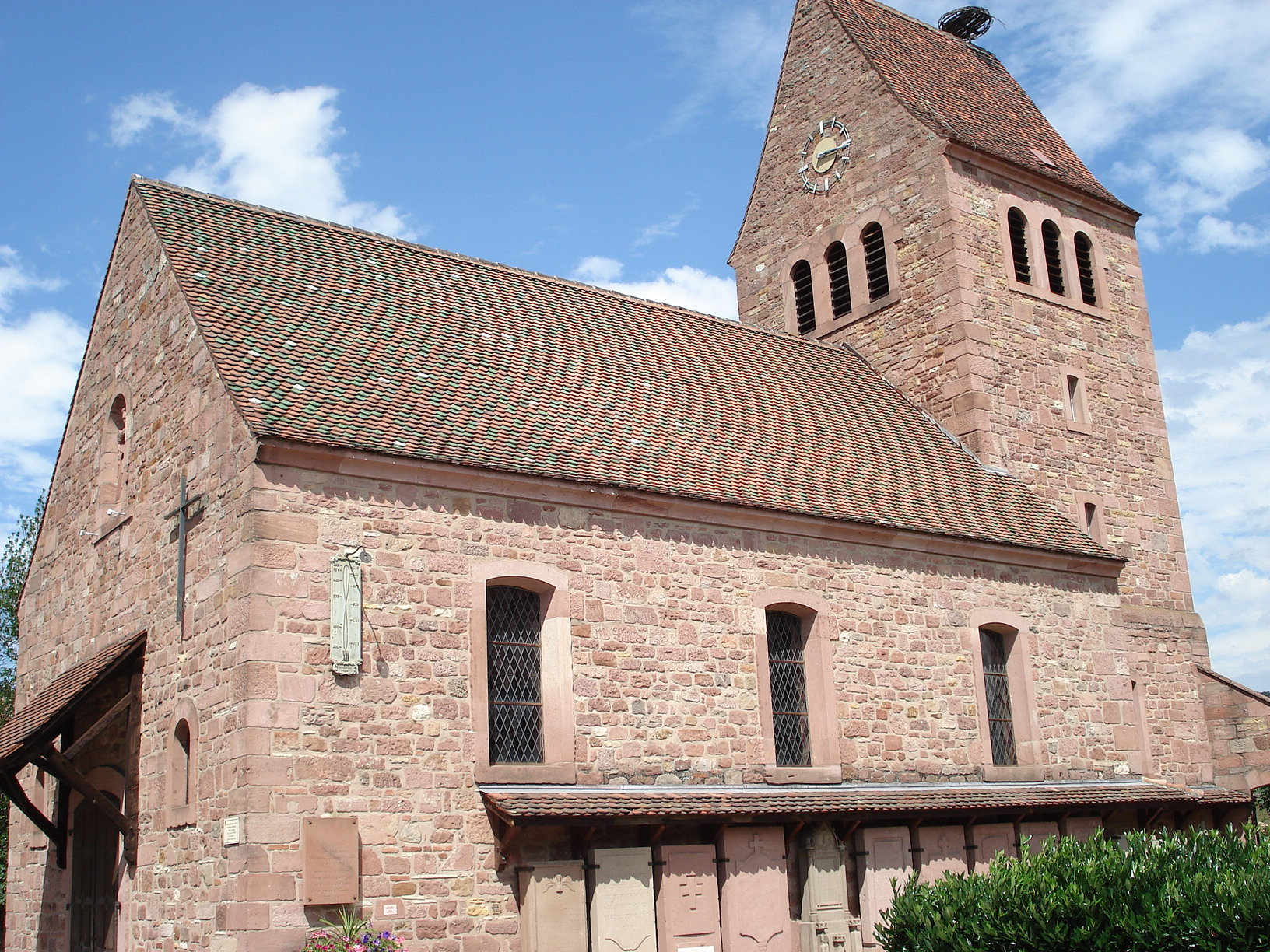
Kapelle St. Felix und Regula
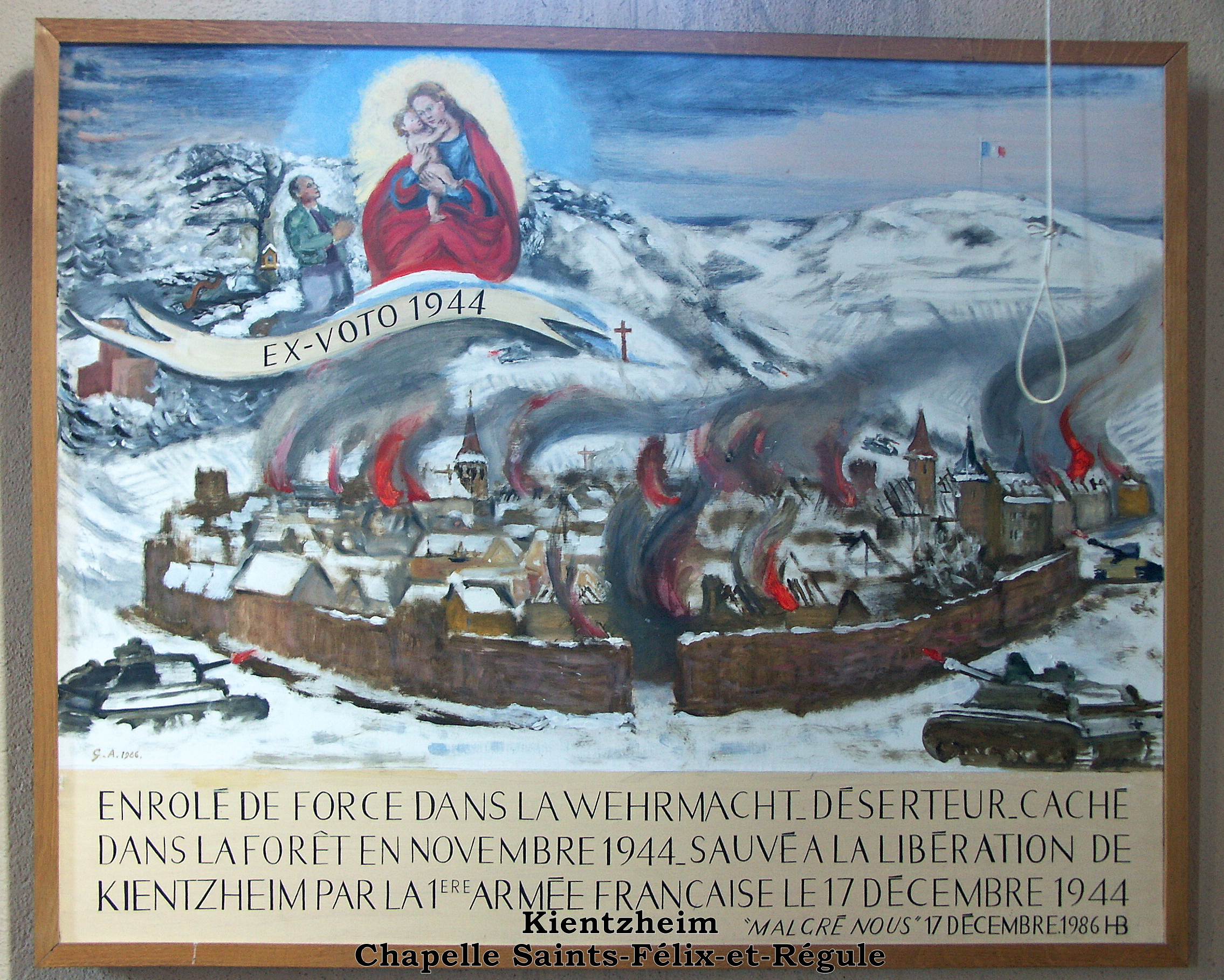
Votivtafel in der Kapelle

## Weinbau
Der Ort ist wie die meisten Orte der Vogesen-Vorbergzone ein Weinort und liegt daher an der Elsässer Weinstraße. Die Weinlagen Furstentum (mit Sigolsheim) und Schlossberg (mit Kaysersberg) sind besonders wertvolle Alsace-Grand-Cru-Lagen. Die Weinbruderschaft St. Étienne, die sich um die Erhaltung der traditionellen Weinherstellung und die Weinqualität der Elsässer Weine bemüht, hat im Kientzheimer Schloss Schwendi ihren Sitz. Das elsässische Weinbaumuseum zeigt alles rund um den für das Elsass so wichtigen und charakteristischen Weinbau. Das örtliche Weinfest findet am letzten Juliwochenende statt.

## Söhne und Töchter
- Johann Jakob Scheffmacher (1668–1733), Jesuitenpater, Theologe und Hochschullehrer